# Dzbel
Dzbel (en allemand : Zbel) est une commune du district de Prostějov, dans la région d'Olomouc, en Tchéquie. Sa population s'élevait à 235 habitants en 2023.

## Géographie
Dzbel se trouve à 4 km au nord-ouest du centre de Konice, à 25 km au nord-ouest de Prostějov, à 29 km à l'ouest d'Olomouc et à 181 km à l'est-sud-est de Prague.
La commune est limitée par Kladky au nord, par Ludmírov et Jesenec à l'est, par Konice et Skřípov au sud, et par Šubířov à l'ouest.

## Histoire
La première mention écrite de la localité date de 1351.

## Galerie

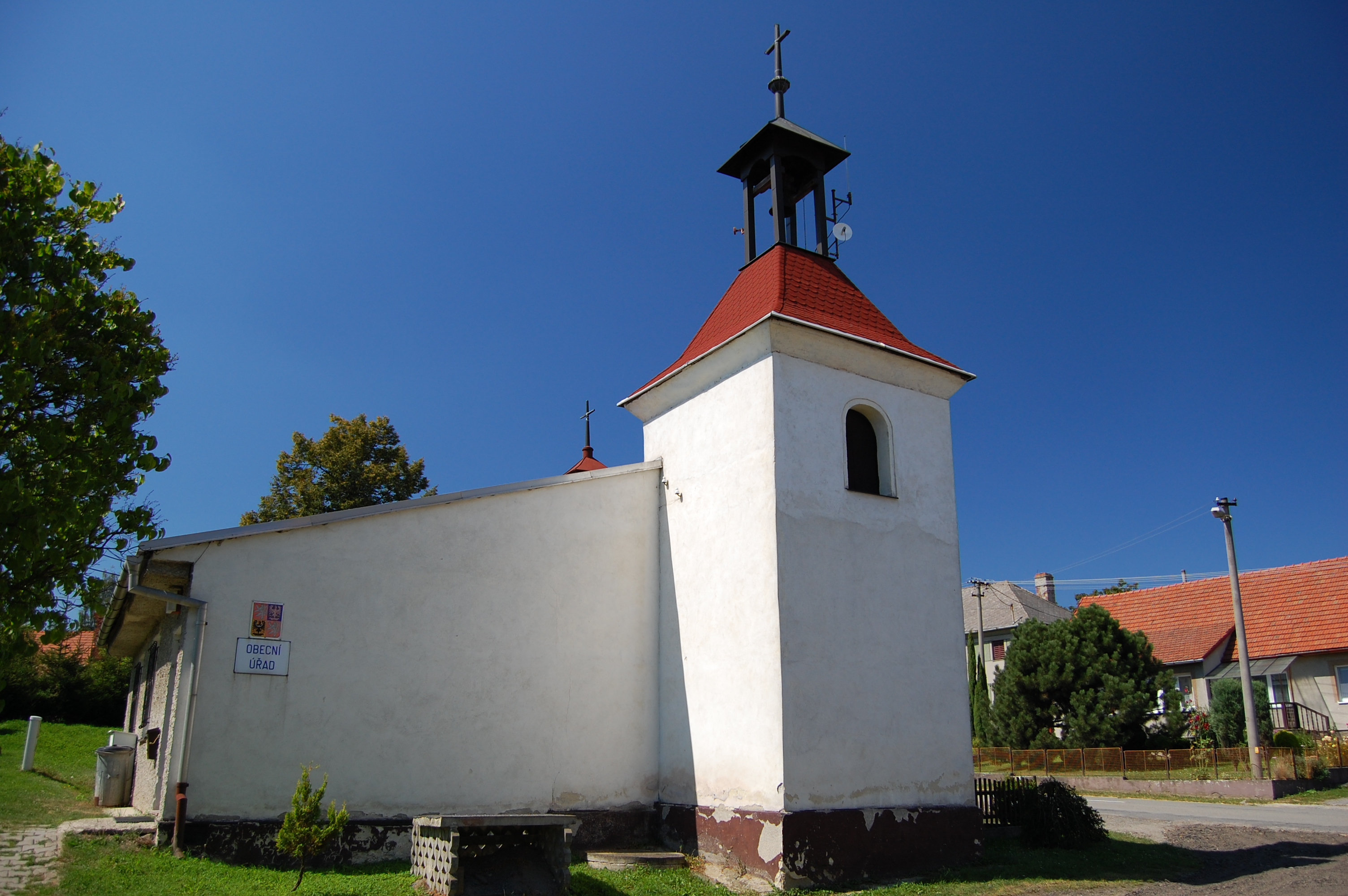
Chapelle à Dzbel.

## Transports
Par la route, Dzbel se trouve à 4 km de Konice, à 30 km de Prostějov, à 40 km d'Olomouc et à 222 km de Prague.